# Coelogyne zhenkangensis
Coelogyne zhenkangensis là một loài thực vật có hoa trong họ Lan. Loài này được S.C.Chen & K.Y.Lang mô tả khoa học đầu tiên năm 1983.